# Salsoul Orchestra
The Salsoul Orchestra fue una orquesta de estudio dirigida por Vincent Montana Jr., formada en 1974 en la ciudad de Nueva York, EE. UU. y separada en 1982. Fue una banda de fondo para muchas de las actuaciones de Salsoul Records. Tenían un estilo que fusionaba Philly Soul, Funk y Latino en un estilo disco agradable y bailable.
La orquesta contaba hasta con 50 miembros contando con la sección instrumental, arreglistas y conductores incluidos. Los miembros de ésta y del grupo MFSB se intercalaban considerablemente, de igual forma con la John Davis & the Monster Orchestra. Los discos se grabaron con el sello Salsoul Records (de allí el nombre) en los estudios Sigma Sound Studios en la ciudad de Nueva York, actualmente es un museo en la ciudad de Filadelfia.
Entre sus compositores destacan Vincent Montana Jr., Norman Harris, Ronnie Baker, Thor Baldursson entre otros.

## Singles destacados
- "You're Just The Right Size" de Vincent Montana Jr.(1975)
- "Chicago Bus Stop" de Vincent Montana Jr.(1976)
- "Ritzy Mambo" de Vincent Montana Jr.(1976)
- "Fever Night" Versión de Robin Gibb, Barry Gibb & Maurice Gibb (Beegees) (1978)
- "Tangerine" de Vincent Montana Jr.(1975) - Billboard Hot 100 - # 18
- "Nice 'N' Naasty" Vincent Montana Jr.(1976) - #30
- "Runaway" (1977) con Loleatta Holloway, interpretada en 1996 por Nuyorican Soul junto con miembros de la misma.
- "Christmas Jollies".[1][2]

## Curiosidades
- Esta orquesta tuvo entre sus arreglistas al señor Bebu Silvetti, quien en algunos temas pudo evocar un sonido disco único. Una de sus intervenciones más reconocidas en este grupo es el tema denominado "Sun After the rain".

- La canción denominada "Love Break (Ooh I Love It)" ha sido puesta en remixes de rap como el de 50 Cent con "Candyshop" y Eric B & Rakim con "Paid in Full", pero de una manera mucho más notable en la canción de Madonna denominada "Vogue".[3]

## Álbumes
| #  | Título                             | Año  | Productor(es)            | Discográfica    |
| -- | ---------------------------------- | ---- | ------------------------ | --------------- |
| 1  | The Salsoul Orchestra              | 1975 | Vincent Montana Jr.      | Salsoul Records |
| 2  | Nice 'N' Nasty                     | 1976 | Vincent Montana Jr.      | Salsoul Records |
| 3  | 'Lectric Lady (Con Carol Williams) | 1976 | Vincent Montana Jr.      | Salsoul Records |
| 4  | Christmas Jollies                  | 1976 | Vincent Montana Jr.      | Salsoul Records |
| 5  | Magic Journey                      | 1977 | Vincent Montana Jr.      | Salsoul Records |
| 6  | Cuchi, Cuchi (Con Charo)           | 1977 | Vincent Montana Jr.      | Salsoul Records |
| 7  | How Deep Is Your Love              | 1978 | Vincent Montana Jr.      | Salsoul Records |
| 8  | Up The Yellow Brick                | 1978 | Vincent Montana Jr.      | Salsoul Records |
| 9  | Street Sense                       | 1979 | Tom Moulton              | Salsoul Records |
| 10 | How High                           | 1979 | Bunny Sigler y Ron Tyson | Salsoul Records |
| 11 | Christmas Jollies II               | 1981 | Patrick Adams            | Salsoul Records |
| 12 | Heat It Up                         | 1981 | Patrick Adams            | Salsoul Records |

Álbumes recopilatorios:
- 1978: Greatest Disco Hits: Music for Non-Stop Dancing

- 1994: Anthology

- 2005: The Anthology

- 2010: The Salsoul Orchestra Story: 35 Anniversary Collection
- 2014: Christmas Jollies: Deluxe Edition[4]